# Claude McKinnon
 (août 2022).
Si vous disposez d'ouvrages ou d'articles de référence ou si vous connaissez des sites web de qualité traitant du thème abordé ici, merci de compléter l'article en donnant les références utiles à sa vérifiabilité et en les liant à la section « Notes et références ».
Claude McKinnon est un guitariste, concertiste, pédagogue, compositeur et éditeur canadien.

## Biographie
Claude McKinnon est né en 1949 à Donnacona, petite ville située à l'ouest de Québec, Claude McKinnon fit ses études primaires et secondaires dans la ville de Québec. Il commença ses études en musique par l'apprentissage de la flûte à bec, mais dès son adolescence, il eut un goût marqué pour la guitare. Il étudia la guitare classique à la Faculté de musique de l'Université Laval et y compléta un Baccalauréat en 1974. Dès ses premières années d'études universitaires, il démontra de l'intérêt pour l'enseignement et c'est ainsi que de 1973 à 1979, il fut chargé de cours à cette même institution.
Au printemps 1981, il décida de créer le mouvement de guitare classique La Soribande inc (MLS)https://societedeguitareclaudemckinnon.com. Ce mouvement lui donna ainsi l'occasion de promouvoir sa propre méthode d'enseignement en formant des professeurs lors de stages pédagogiques. Par la suite, il créa un programme de formation musicale qui fut accrédité par le ministère de l'Éducation de Québec en 1988.
En 1981 il fonde et dirige Les Éditions Geneviève enr., maison d'édition spécialisée dans la musique pour guitare classique. Certaines de ses compositions ont été retenues comme pièces imposées au  Concours de musique du Canada (1987) et dans un conservatoire et académie demusique en Belgique (1992-1998).
De plus, Claude McKinnon a participé à plusieurs démonstrations, concerts et émissions de télévision dans le but de faire connaître la guitare classique, MLS et la SGCM. Il a aussi réalisé de grands rêves personnels en jouant de ses compositions avec  l'Orchestre symphonique de Québec (1986 - Prélude Romantique no 3) et les Violons du Roy (1999 - Sept Étoiles). Il se produit régulièrement en concert solo, duo, trio et musique de chambre. Également plusieurs de ses élèves se distinguent dans les concours de musique tant sur le plan régional, provincial que national.
En 1990, il fonde le département de musique (niveau collégial) du Campus Notre-Dame-de-Foy, à Saint Augustin de Desmaures. Il en été le coordonnateur de 1991 à 1995. En 1993, il recevait de la ville de Charlesbourg- le prix Pierre Garon- prix du mérite culturel.
L'année 2001 marqua le changement du nom de la corporation le mouvement de guitare classique La Soribande en celui de la Société de guitare Claude McKinnon inc.- SGCM [https!// societedeguitareclaudemckinnon.com.] C'est en 2006 que la Société de guitare a célébré son 25e anniversaire de fondation en organisant un concert de musique d'ensemble qui a lieu le samedi 6 mai 2006 à 14h à La Chapelle du pavillon de LaSalle / Campus Notre-Dame-de-Foy - St-Augustin de Desmaures. À ce concert ont participé plus de  plus de 45 guitaristes dans différend ensemble des niveaux primaire secondaire et collégial. . La SGCM a célébré son 30e anniversaire en 2011 en organisant un concert au Centre d'art La Chapelle de Québec le 17 avril 2011. À ce concert plus 15 guitaristes de différents âges ont participé en solo, duo, ensemble de guitares et soliste avec un orchestre à cordes de 16 musiciens. Le 35e anniversaire de la SGCM a eu lieu le 27 novembre 2016 au Domaine Maizerets de Québec et au programme des prestations en solo, duo, trio et ensemble.

## Prix d'excellence
-En 1993, Claude McKinnon recevait de la ville de Charlesbourg le prix Pierre Garon, prix du mérite culturel. Le Prix Pierre-Garon est remis à un artiste, un travailleur ou un bénévole qui évolue dans le milieu culturel. Il s’agit de la plus haute distinction culturelle offerte à l’arrondissement de Charlesbourg.
-En 2009, La Société de Guitare Claude McKinnon s’est vu décerner le Prix Société du Palais Montcalm dans le cadre de la remise des Prix d’excellence des arts et de la culture / 23e édition par la ville de Québec et le Conseil de la culture des régions de Québec et de Chaudière-Appalaches.
Le Prix Société du Palais Montcalm vise à encourager le développement des jeunes publics en musique, à souligner les initiatives de soutien à l’éducation et à la sensibilisation musicale des jeunes des niveaux primaire et secondaire. Assorti d’une bourse de 2 000 $, ce prix est décerné à un individu, un groupe d’individus, un organisme culturel ou une institution d’enseignement pour souligner sa contribution remarquable au développement de jeunes publics en musique et à l’éducation musicale des jeunes des niveaux primaire et secondaire.